# 橘入居
橘 入居（たちばな の いりい）は、奈良時代から平安時代初期にかけての貴族。参議・橘奈良麻呂の子。官位は従四位下・右中弁。

## 経歴
桓武朝初頭の延暦2年（783年）従五位下・近江介に叙任される。延暦4年（785年）中衛少将と京官を兼ねるが、延暦7年（788年）遠江守として再び地方官に転じる。
その後、従五位上・左兵衛佐に叙任され、延暦14年（795年）には近江・若狭両国に駅路を調査するために派遣されている。のち左少弁、延暦15年（796年）には右中弁と弁官を兼ね、延暦16年（797年）には、大納言・神王らと共に『刪定令格』の編集に参画した。その後、播磨守・左京大夫を兼帯し、延暦18年（799年）4月以降に従四位下に至る。
延暦19年（800年）2月10日卒去。最終官位は右中弁従四位下。

## 人物
しばしば適切な内容で上書を提出したが、有益な事項が多かった。右中弁に抜擢され、政務に関する意見が多く採用されたという。

## 官歴
『六国史』による。
- 時期不詳：正六位上
- 延暦2年（783年） 正月20日：従五位下。5月15日：近江介
- 延暦4年（785年） 10月12日：中衛少将、近江介如故
- 延暦7年（788年） 6月26日：遠江守
- 時期不詳：従五位上
- 延暦14年（795年） 7月26日：見左兵衛佐
- 延暦15年（796年） 3月5日：見左少弁兼左兵衛佐。8月29日：兼右中弁
- 時期不詳：正五位下
- 延暦16年（797年） 2月9日：兼播磨守
- 延暦18年（799年） 4月11日：兼左京大夫
- 延暦19年（800年） 2月3日：見従四位下。2月10日：卒去（右中弁従四位下）

## 系譜
- 父：橘奈良麻呂[3]
- 母：藤原宇合の娘?[4]
- 生母不詳の子女
  - 長男：橘永継[3]（769-821）
  - 四男：橘永名[5]（780-866）
  - 男子：橘逸勢[6]（782-842）
  - 女子：橘御井子[7] - 桓武天皇女御
  - 女子：橘田村子[8] - 桓武天皇後宮、のち藤原良縄室